# Херес (траса)
Тра́са Хе́рес (ісп. Circuito de Jerez), знана також як Circuito Permanente de Alta Velocidad de Jerez — автомотодром, розташований недалеко від іспанського міста Херес-де-ла-Фронтера. Проєкт траси розроблений іспанським інженером Мануелем Медіною Лара, на основі попередньої ідеї Алесандро Роччі. Довжина кола становить 4 423,101 метрів. Трасу ще називають «stop-n-go» через значну кількість поворотів та віражів.

## Історія траси

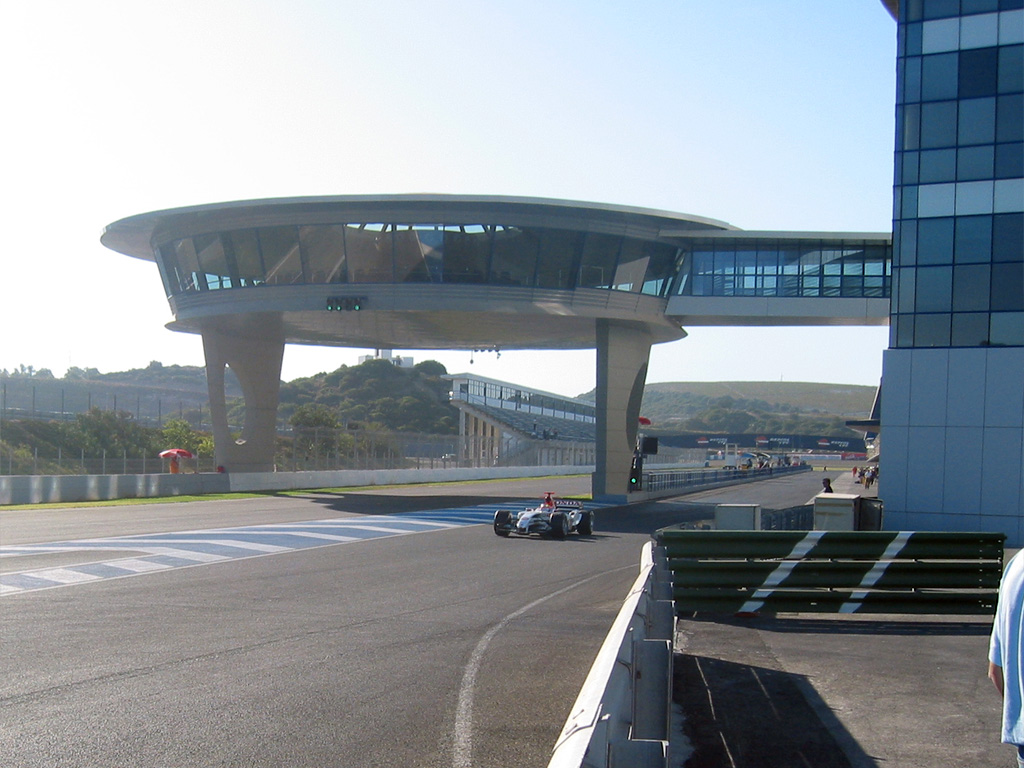
Змагання з Формули-1

Траса була відкрита 8 грудня 1985 року. У 1986 році у Хересі відбулися перші міжнародні змагання з мотоспорту в березні і Гран-Прі Формули-1 в квітні. Віддаленість траси позначилася на невеликій відвідуваності змагань. У зв'язку з цим, F1 переїхала до Барселони після гонки 1991 року.

### Формула-1
У зв'язку з проведенням Гран-прі Європи 1994 року на трасі в Хересі, конфігурація траси була дещо перероблена, в тому числі доданий новий поворот («крива Сенни»). Тут також проходив етап Гран-прі Європи у 1997 році, який був вирішальним у чемпіонаті в боротьбі за чемпіонство між Міхаелем Шумахером та Жаком Вільньовом. Тут більше не відбувались етапи Формули-1, хоча траса залишається однією з найпопулярніших місць для проведення зимових тестів.

### MotoGP
Змагання з MotoGP вперше відбулись на трасі у Хересі у 1987 році й відтоді проводяться щороку.

### World Superbike
Вперше змагання чемпіонату світу Супербайк у Хересі відбулись у 1990 році, після чого вдруге повернулись сюди у 2013-му.

## Корупційний скандал
у лютому 2014 року розгорівся корупційний скандал. З повідомленням місцевого видавця «Diario de Jerez» керівництво треку протягом багатьох років не платило податків. Державні органи Андалусії відкрили справу щодо компанії GCJ, керівництву якої інкримінують вступ у змову з метою створення схеми виведення неоподатковуваних коштів, приховування й відмивання доходів. В Іспанії це називається «паралельним обліком». Одним з центральних епізодів, які розслідує поліція, є стягування плати за прохід на «необладнані трибуни» (англ. general admission) — пагорби навколо автодрому, найдешевший, але водночас найпопулярніший і масовий спосіб перегляду перегонів в Хересі: вартість одного квитка на вікенд у 2009-2013 роках в ці зони становила 66 €. Дізнатися точну кількість проданих таким чином проходок практично не можливо, тому, що вони жодним чином не персоніфіковані та не мають нумерації. Сумарна відвідуваність вікенду в останні роки постійно зростала, лише в 2013 склала понад 219 тисяч глядачів, 60-70% яких придбали квитки саме цієї категорії. І саме ці 60-70% не декларували аж з 1996 року.
У всій цій історії може бути зав'язаний генеральний промоутер чемпіонату MotoGP. Річ у тому, що Dorna Sports має солідну частку акцій автодрому. Dorna, фактично, побудувала і розвивала споруду протягом останніх 20 років, а разом з трасою, що стала культовою, виросло і місто, де наприкінці 90-х проживало всього 500 сімей, а тепер на постійній основі мешкає понад 215 тисяч жителів. 

## Рекорди траси

### Рекорди у MotoGP
| Сезон | Гонщик        | Мотоцикл | Клас   | Час       |
| ----- | ------------- | -------- | ------ | --------- |
| 2013  | Хорхе Лоренсо | Yamaha   | MotoGP | 1’39,565" |
| 2013  | Естів Рабат   | Kalex    | Moto2  | 1’43,119" |
| 2013  | Луї Салом     | KTM      | Moto3  | 1’46,948" |

- Примітка. Результати наведені станом на 16.10.2013р.[4]

## Цікаві факти
- Деякі повороти траси названі на честь видатних гонщиків, таких як Анхель Ньєто[5], Алекс Крівіль та Айртон Сенна,[6] Сіто Понс та Хорхе Мартінес «Аспар».[2]
- У 2014 році на трасі був відзнятий кліп французького ді-джея Девіди Гетти «Dangerous».[7]